# Порвай
Порвай — деревня в Игринском районе Удмуртии, входит в состав муниципального образования Лонки-Ворцинское сельское поселение. Площадь 57 личных подсобных хозяйств составляет 23.53 га.

## География
Располагается на реке Порвайка в 12 км юго-восточнее Игры.

## История
В середине XIX века деревня входила в Сарапульский уезд.

## Население
- 2010 год — 191 человек
- 2011 год — 199 человек

## Инфраструктура
В деревне функционируют Порвайский сельский клуб.

## Интересный факт
Деревня известна своим коллекционером колоколов, который в 2009 году представил свою коллекцию в районном центре на выставке «Перезвон колоколов».